# 징병전담의사
병역판정검사 전담의사는 대한민국의 병역 제도 중 하나로, 보충역의 한 종류이다. 대한민국의 징병검사를 병역판정검사로 부르기 전에는 징병전담의사, 징병검사전담의사로 불렸으며, 병역법 규정에 의하여 병역판정검사 업무에 3년간 종사한다. 늦어도 2022년 이전에는 폐지될 예정이다.